# General-colonel
General-colonel (germană Generaloberst) este denumirea unui fost grad militar de general (echivalent cu cel de general cu trei stele din zilele noastre).  Era al patrulea grad în ierarhia generalilor, superior celor de general-maior, general-locotenent și general de infanterie dar inferior celui de feldmareșal.

Însemn de guler pentru Armata Austro-Ungară

El a fost utlizat în forțele terestre din:
- - armata germană, până la sfârșitul celui de-Al Doilea Război Mondial - Armata Imperială Germană, Reichswehr și Wehrmacht
- - armata austro-ungară, până la sfârșitul Primului Război Mondial
- - Armata Roșie, până în 1991.